# نصف‌النهار ۵ درجه غربی
نصف‌النهار ۵ درجه غربی پنجمین نصف‌النهار غربی از گرینویچ است که از لحاظ زمانی ۰ساعت و ۲۰دقیقه با گرینویچ اختلاف زمانی دارد.
این نصف‌النهار از قطب شمال شروع و از مناطق زیر گذشته و به قطب جنوب ختم می‌شود.
- قاره آفریقا